# Wapień pińczowski
Wapienie pińczowskie – kamienie naturalne zaliczane do wapieni lekkich. Materiał wydobywany głównie w okolicach Pińczowa i używany w budownictwie od X wieku.
Wapienie pińczowskie powstały około 15 milionów lat temu, w czasie neogenu, w strefie przybrzeżnej mórz tropikalnych lub subtropikalnych. Potwierdzają to znalezione skamieniałości. Zbudowane są z okruchów wapiennych mięczaków, szczątków zwierząt morskich oraz glonów z rodziny Lithotthamnium, dlatego wapień pińczowski nosi też nazwę wapienia litotamniowego. Najcenniejszym znaleziskiem jest polski wieloryb z Pińczowa (Pinocetus polonicus), należący do rodziny Cetotheriidae Cabrera. Kompletny jego szkielet eksponowany jest w Muzeum Geologicznym w Kielcach. Znaleziono trzy szkielety tego walenia, częstsze są znaleziska skamieniałości delfinów i morświnów.
Złoża wapieni pińczowskich zalegają szerokim pasem, który obejmuje geograficznie Garb Pińczowski (długości ok. 40 km). Występuje w południowej części obszaru świętokrzyskiego, głównie w okolicach Pińczowa. Zlokalizowano około 16 miejsc gdzie był wydobywany. Są to m.in. Skowronno, Bogucice, Kopernia, Brzeście, Nowa Wieś, Włochy, oraz w Pińczów na Górze Świętej Anny i Grodzisk. Grubość warstwy kamienia od kilku do kilkudziesięciu metrów. Materiał wykazuje dobrą mrozoodporność. Skała w złożu jest stosunkowo miękka i łatwa w obróbce. W przeszłości do jego obróbki stosowano narzędzia do drewna. Wapień pińczowski wystawiony na działanie warunków atmosferycznych, zmienia swoje właściwości, staje się coraz twardszy i wytrzymały, przyczyną tego jest unikalny dla tego materiału proces tzw. patynacji: na skutek odparowania wody uwięzionej w porach wapienia, w wyniku której dochodzi do krystalizacji kalcytu i stworzenia szkieletu wzmacniającego kamień. Na powierzchni powstaje też rodzaj patyny, warstwy o grubości od 1 do 4 mm chroniącej element kamienny. Są to wapienie barwy jasnożółtawej, po spatynowaniu szarobrązowej i żółto szarej. Należą do skał łatwoobrabialnych i są wykorzystywane jako materiał rzeźbiarski i budowlany
Wapień pińczowski jest lekki (1700 kg/m3), porowaty (35%), wytrzymały (odporność na ściskanie około 50 MPa materiału dojrzałego i 8-15 MPa materiału świeżego) i nienasiąkliwy (po wytworzeniu się patyny). Dzięki temu jest materiałem budowlanym o dobrych parametrach cieplnych, o najdłuższej w Polsce historii eksploatacji, znane są wyroby z tego materiału datowane na X wiek.
W początkach znanej i udokumentowanej historii był używany do wznoszenia obiektów sakralnych: Kije, Imielno, Skalbmierz, Miechów, Kościelec Pińczowski. Ten kierunek zastosowania tego budulca był popularny przez cały okres eksploatacji wapienia pińczowskiego, aż do XX w., kiedy w drugiej połowie zaczął być stosowany jako materiał okładzinowy. W okresie panowania Kazimierza Wielkiego materiał był intensywnie wykorzystywany w ziemi małopolskiej i sandomierskiej (wykonano z tego materiału sarkofag Władysława Łokietka, sklepienia w kościele Mariackim a także kościół św. Katarzyny w Krakowie. W XVI i XVII wieku Pińczów był największym w ówczesnej Polsce ośrodkiem kamieniarskim. Tutaj mieli swe pracownie i głównie w wapieniu pińczowskim pracowali sprowadzeni z Włoch mistrzowie – Jan Maria Padovano i Santi Gucci. Kolonia Włochów musiała być liczna, bo jedna z podpińczowskich miejscowości nosi nazwę Włochy. Koloniści z Włoch zachowali jednak przez długi czas swoją odrębność i po żony "jeździ się" do Florencji, Neapolu. W XVIII wieku przez pińczowski ośrodek kamieniarski przewinęli się  Wit Szpidrowski i Johann Elias Hoffmann, a od 1735 roku  Vaclav Beranek z Brna (zmarły w 1767 r.), który był autorem ponad stu pomników i figur przydrożnych na Ponidziu, w okolicach Krakowa  oraz w dorzeczu Dunajca, wykonanych z wapienia pińczowskiego. Z wapienia pińczowskiego wykonano również stacje drogi krzyżowej w sanktuarium na Św.Krzyżu na Łysej Górze
Obecnie złoża wapienia są eksploatowane w złożu Włochy i Pińczów. Bieżąca eksploatacja bloków odbywa się tylko ze złoża "Włochy". Materiał jest używany do prac konserwatorskich i do budowy nowych obiektów. Najbardziej znane budowle w XX i XXI wieku z tego materiału to: dzielnica MDM w Warszawie, Bank Gospodarstwa Krajowego w Gdyni, siedziba NBP w Warszawie, Park Kultur Świata w Drezdenku, Hotel Arłamów w Bieszczadach, Sejm RP, Centrum Administracyjne gminy Wielka Wieś. Z wapienia pińczowskiego wykonano w Warszawie oblicowanie gmachu Ministerstwa Rolnictwa (ul.Krucza), gmach Filharmonii, wykonano z tego materiału również attyki, balustrady, tralki, sterczyny i inne detale na fasadach Pałacu Kultury i Nauki, rzeźby attyki pałacu Branickich (ul.Miodowa), zwieńczenia domów przy ul. Pięknej, płaskorzeźby na filarach podcieni przy ul. Marszałkowskiej. Po roku 1989 użyto go przy rozbudowie budynków sejmowych (elewacje), na części osiedla Pustułeczki oraz przy budowie kompleksu apartamentowego Solec Residence.
Rozpoczęta w 1957 roku odbudowa Pińczowa po zniszczeniach wojennych jako materiał podstawowy do wznoszenia budynków wzięła wapień pińczowski, stąd popularne w pewnym okresie określenie Pińczowa jako „Białe Miasto" od charakterystycznej białej, brudno-białej lub beżowej barwy miasta. Z wapienia budowano nie tylko budynki prywatne ale również bloki mieszkalne. Część budynków jest ładnie zdobiona gzymsami i obramowaniami kamiennymi.
Materiałami podobnymi litologicznie do wapienia pińczowskiego są wapienie litawskie (lejtańskie) z Austrii oraz wapienie z Francji.

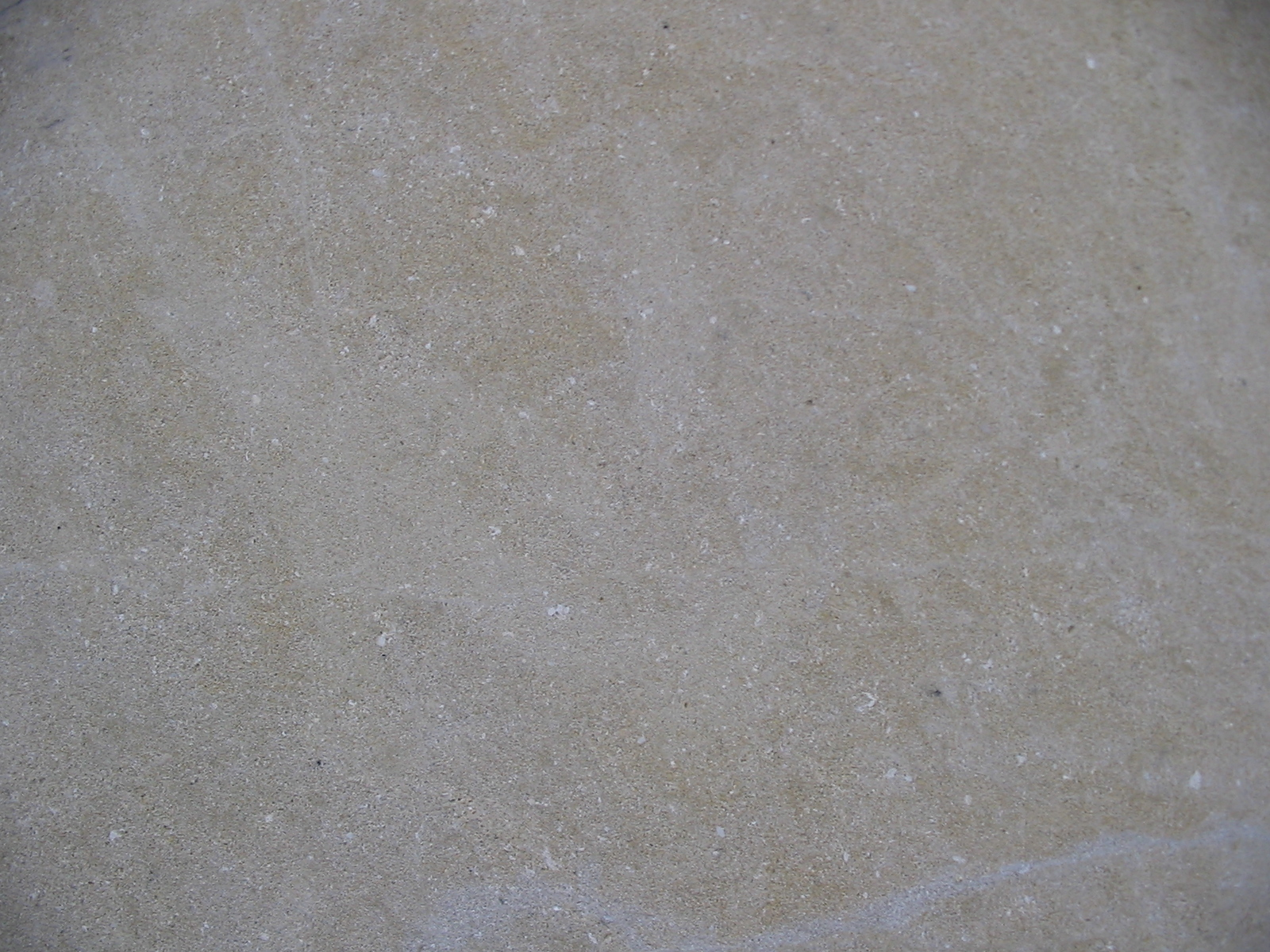
wapień pińczowski ze złoża Włochy, przecięty.
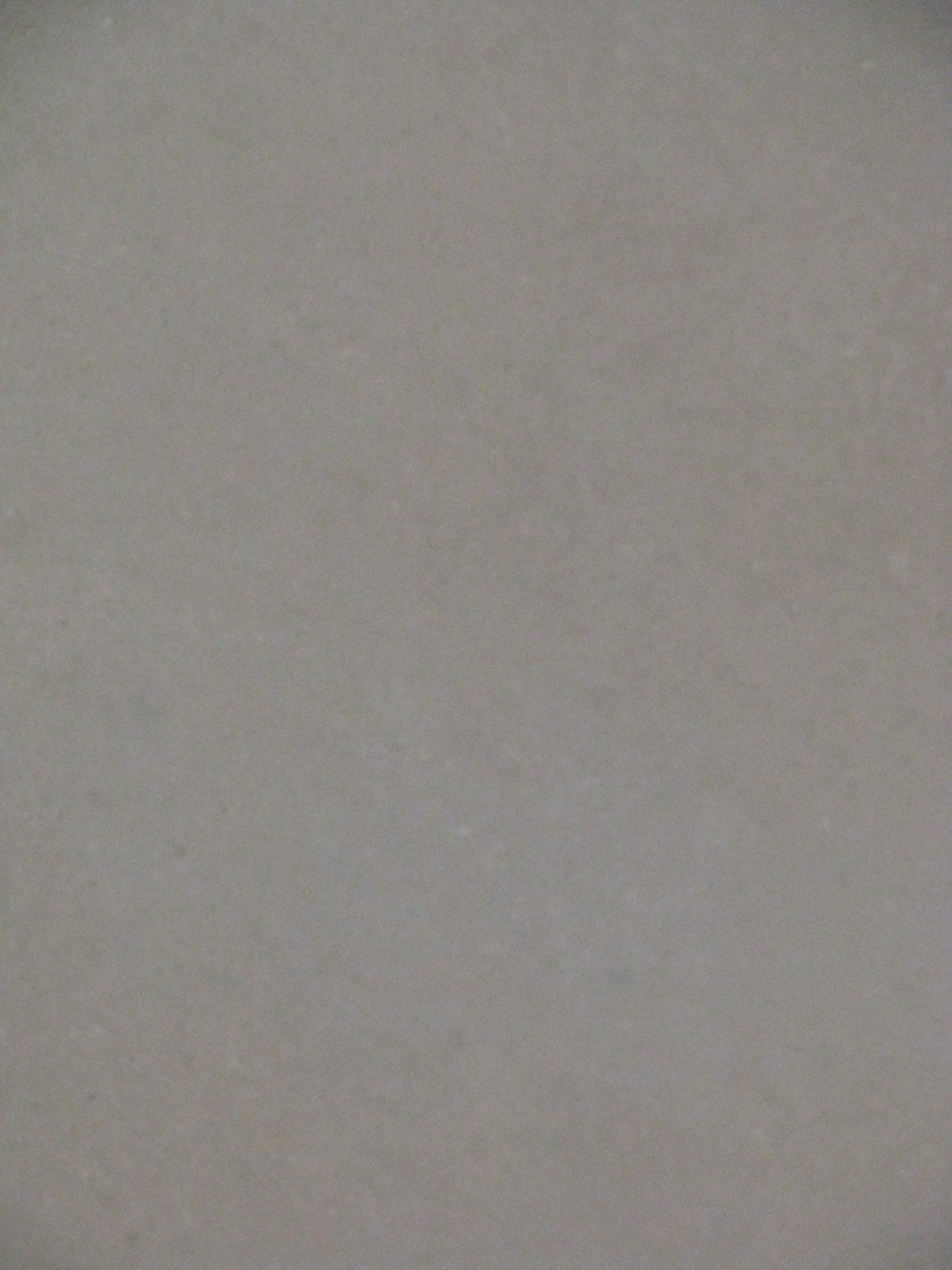
Wapień pińczowski w wykończeniu szlif
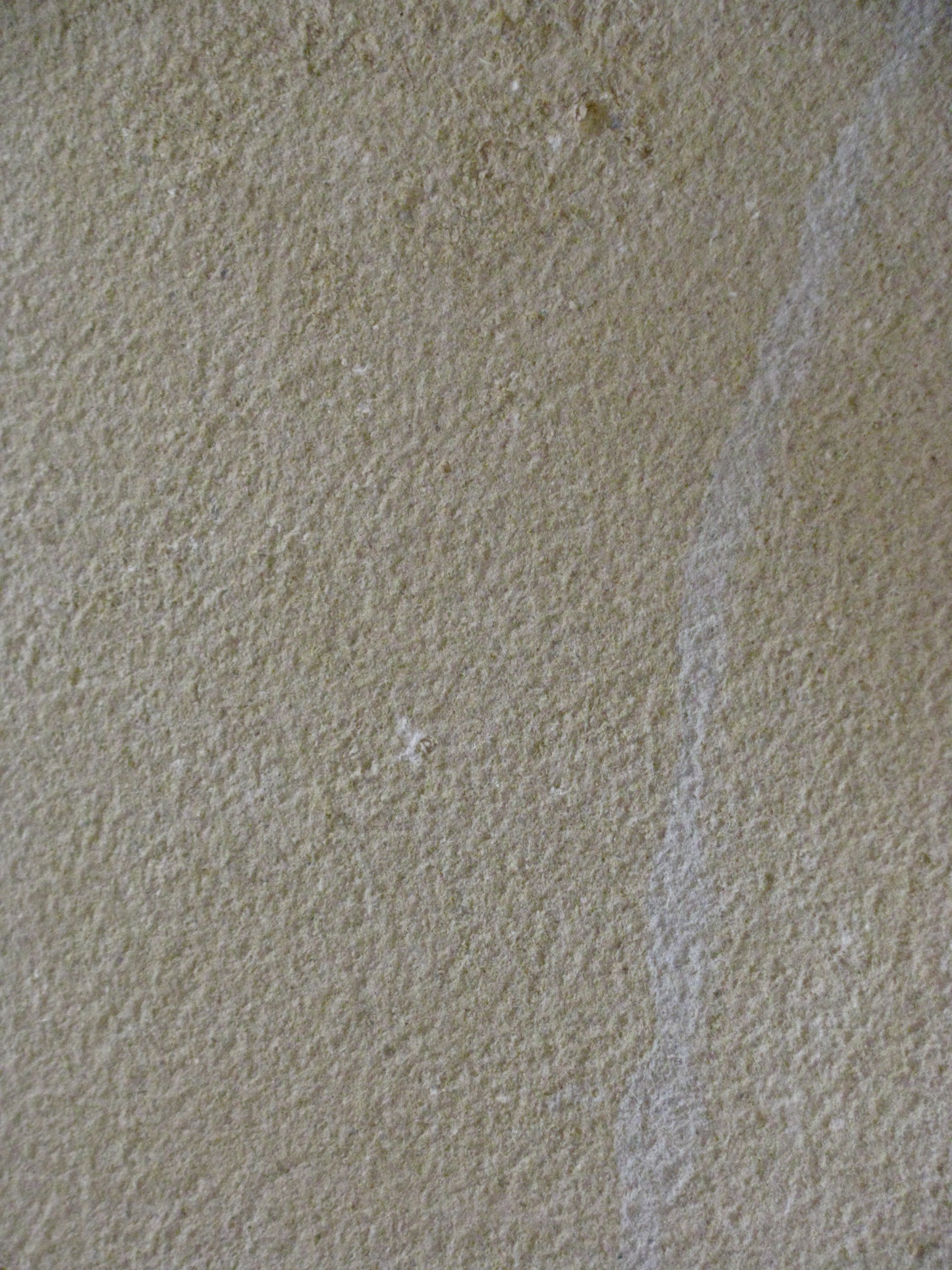
Wapień pińczowski groszkowany.
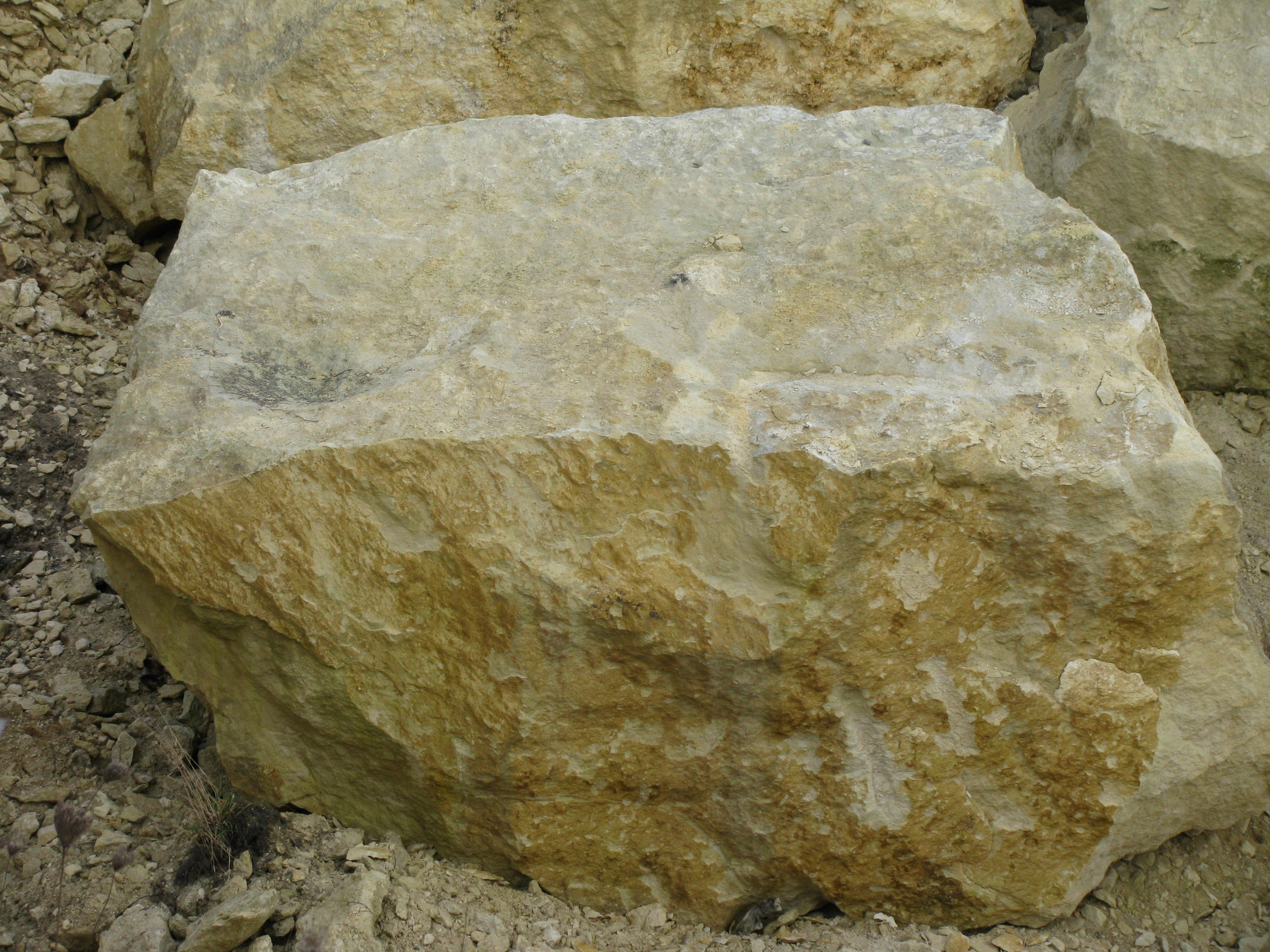
Blok z wapienia pińczowskiego ze złoża Włochy
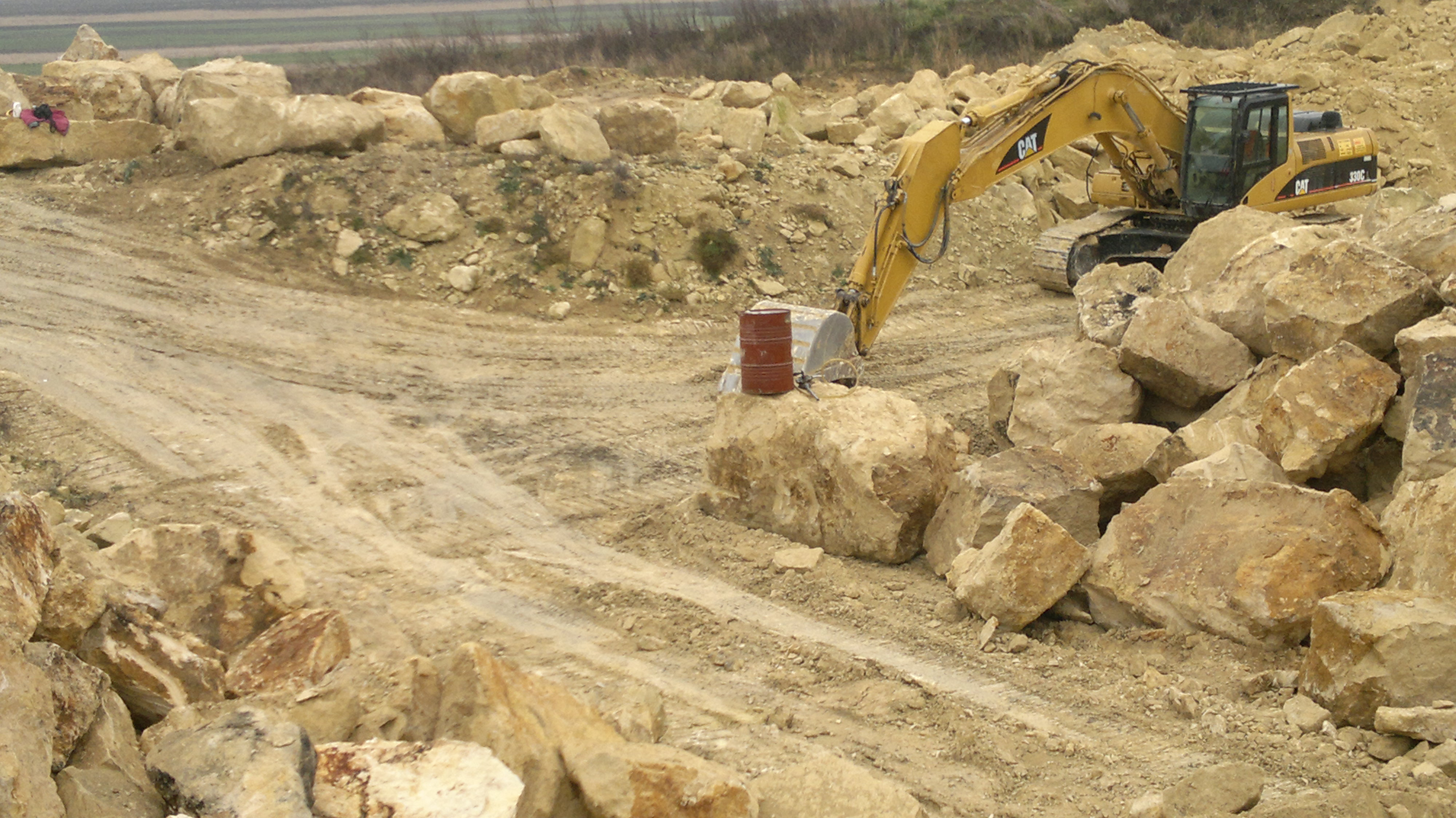
Kopalnia wapienia pińczowskiego Włochy
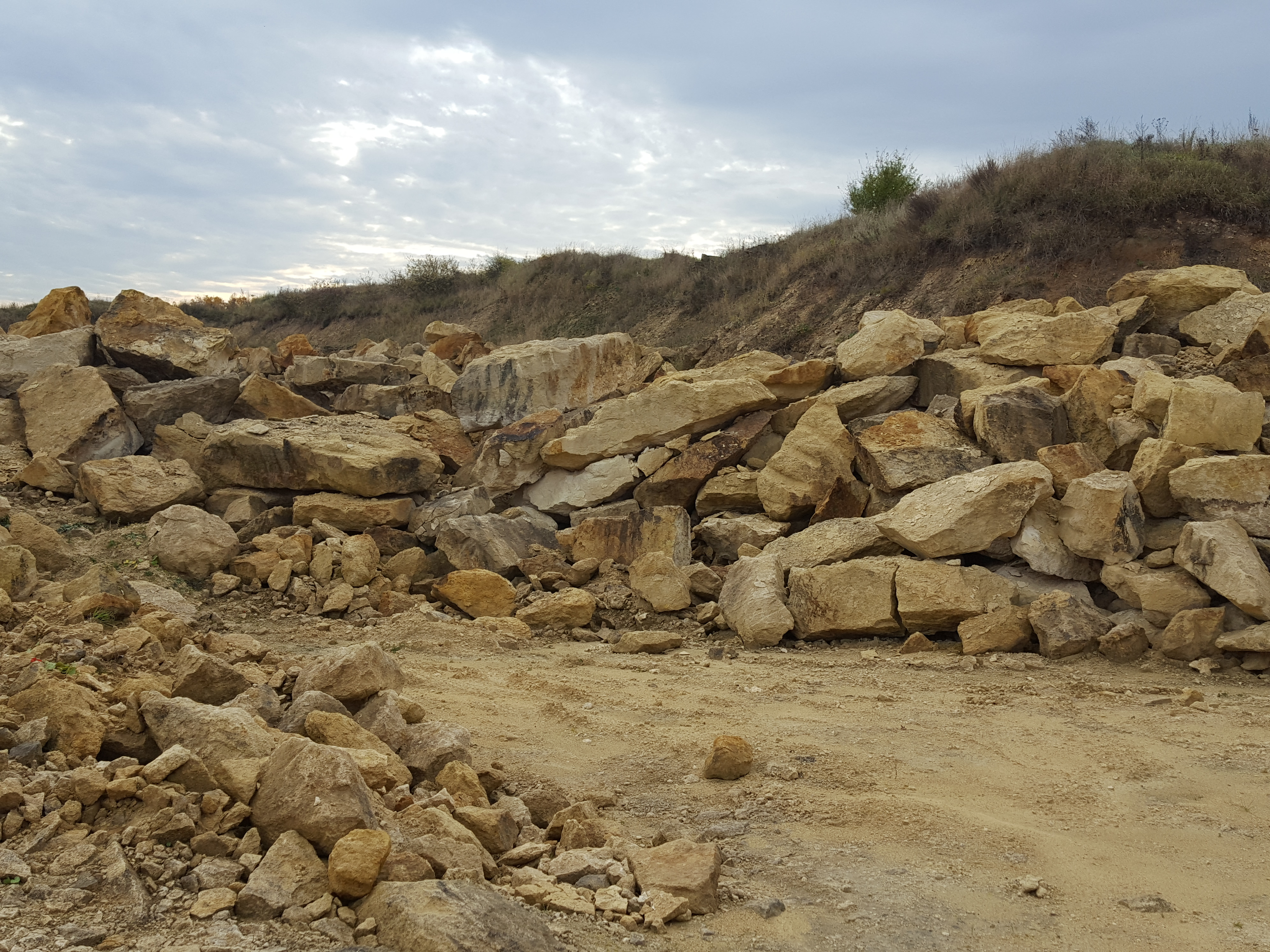
Kopalnia wapienia pińczowskiego Włochy
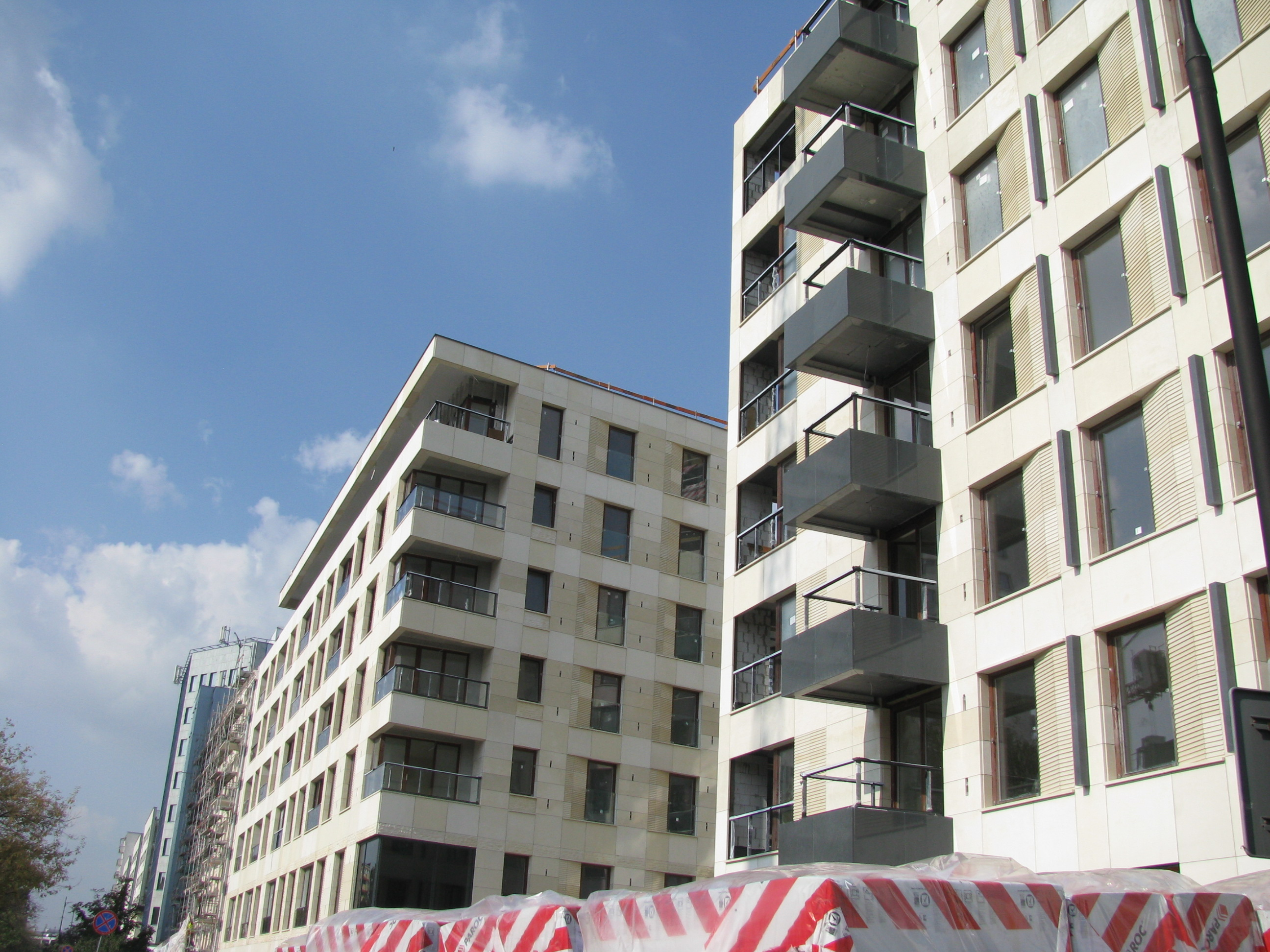
Przykład zastosowania wapienia pińczowskiego na elewacji.Budynek w Warszawie ul.Solec
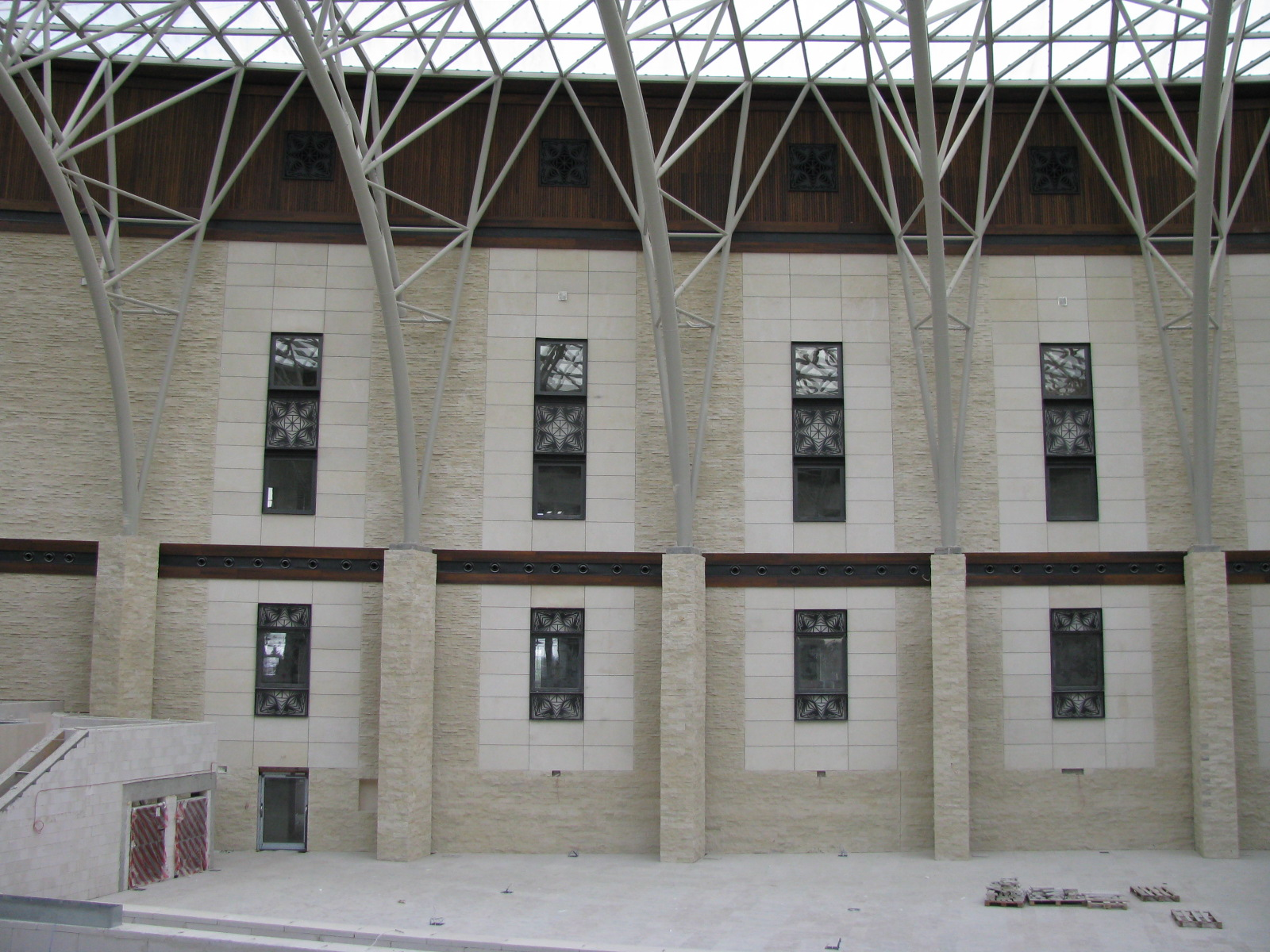
Przykład zastosowania wapienia pińczowskiego ze złoża Włochy. Budynek w Arłamowie, Polska.
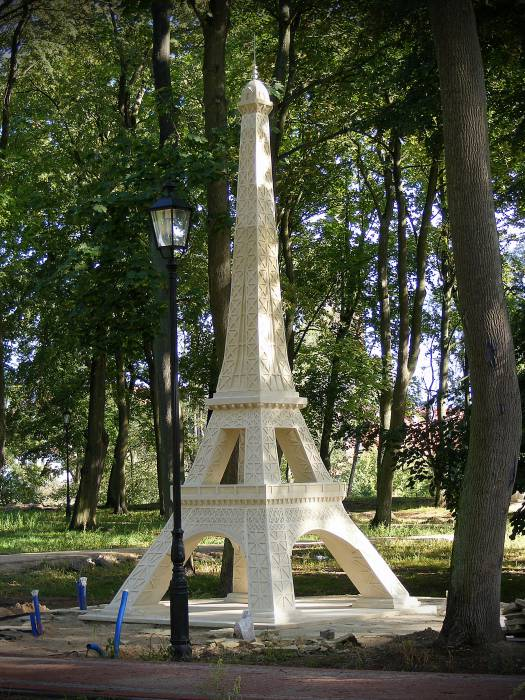
Przykład zastosowania wapienia pińczowskiego.Konstrukcja wykonana w Drezdenku, Polska